# Бренвил (Манш)
Бренвил (фр. Brainville) насеље је и општина у северној Француској у региону Доња Нормандија, у департману Манш која припада префектури Кутанс.
По подацима из 2011. године у општини је живело 217 становника, а густина насељености је износила 68,03 становника/km². Општина се простире на површини од 3,19 km². Налази се на средњој надморској висини од 92 метара (максималној 99 m, а минималној 50 m).

## Демографија
| 1962. | 1968. | 1975. | 1982. | 1990. | 1999. | 2011. |
| ----- | ----- | ----- | ----- | ----- | ----- | ----- |
| 129   | 146   | 141   | 118   | 131   | 120   | 217   |

График промене броја становника у току последњих година